# Club Royal Obrero
El Club Deportivo y Cultural Royal Obrero es un club de fútbol de la ciudad de Tarija, Bolivia. Fue fundado el 1 de mayo de 1918. Actualmente juega en la Asociación Tarijeña de Fútbol. Disputa sus encuentros como local en el Estadio IV Centenario con capacidad para 20.000 espectadores.

## Historia

### Fundación
El de 1 de mayo del año 1918 a las 8 de la noche se fundó el club deportivo más antiguo de la ciudad de Tarija. En esa ocasión se realizó una reunión en la casa de Adrián Sánchez, en la cual un núcleo de jóvenes obreros acordaron unánimemente formar un club de fútbol, cuyo nombre iba a ser Royal Obrero. Su primera directiva estuvo compuesta por: Nicolás Gallo, como presidente; Florencio Zeballos, como vicepresidente; Martín Antezana, como secretario; Leonardo Sánchez, como tesorero y Nemesio Álvarez, Pedro Zeballos y Leonardo Panique, como vocales. El equipo original estaba conformado por Severo Sardón, José Guerrero, Juan de Dios López, Luis Huerta, Pio Antezana, Hugo Paz, Pastor Ríos, José Reinaga, Samuel Balanza, Lorenzo Chávez, Pedro Acosta, Teófilo Montesinos, Guillermo Pinto y Temo Flores.

## Uniforme
- Uniforme titular: Camiseta  a rayas verticales negras y rojas, pantalón negro y medias blancas.

## Instalaciones

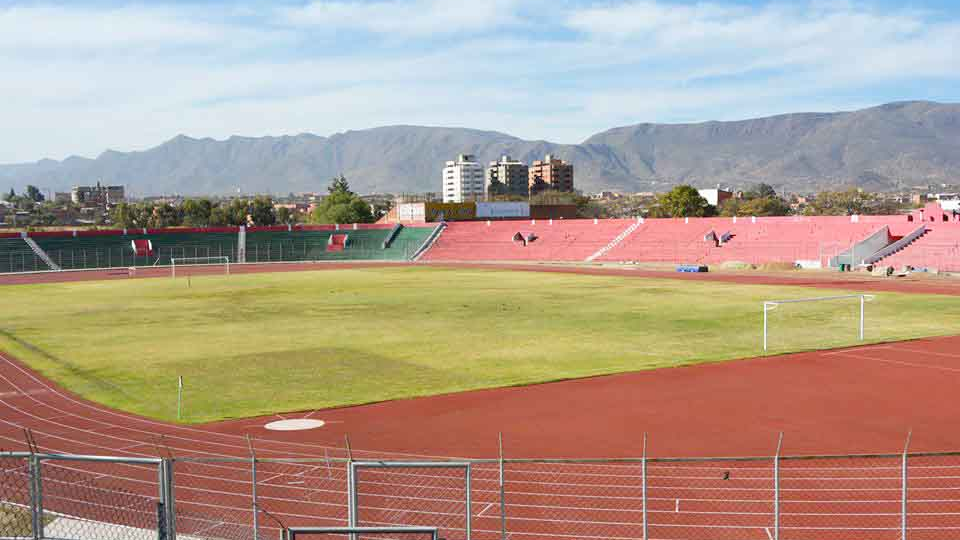
Panorámica del Estadio IV Centenario.

Royal Obrero disputa sus encuentros como local en el Estadio IV Centenario de la ciudad de Tarija, fue fundando el 11 de enero de 1950. Es el principal centro deportivo de la ciudad, tiene capacidad para 20 000 espectadores, cuenta con pista atlética y césped natural, en el que aparte de jugar los partidos de local, también se realizan entrenamientos, conferencias, eventos, fútbol juvenil e infantil, entre otros.
El estadio se encuentra en la Av. Potosí y la calle O'Connor, en el barrio de La Pampa.

### Sede Social
Es de los pocos clubes tarijeños que cuenta con sede administrativa. Ubicada en el centro de la ciudad por la calle Corrado, es un espacio de muchos metros cuadrados, donde reposan los trofeos, medallas, diplomas y fotografías de los jugadores y dirigentes qué han pasado por la institución.

## Datos del club
- Temporadas en Primera División: 0.
- Participaciones en Copa Simón Bolívar: 2 (2003 y 2005).
- Mayor goleada a favor
  - En torneos regionales: 15 - 1 vs. San José (Tarija) (14 de abril de 2012).[5]

### Participaciones
| Torneo | Posición         | PJ | PG | PE | PP | GF | GC | DG  | Pts. |
| ------ | ---------------- | -- | -- | -- | -- | -- | -- | --- | ---- |
| 2003   | Cuartos de final | 8  | 4  | 2  | 2  | 25 | 12 | -13 | 14   |
| 2005   | Primera fase     | 5  | 2  | 0  | 3  | 8  | 6  | -2  | 6    |

## Entrenadores

### Cronología de entrenadores
- Milton Maygua (2005)
- Eduardo Pereira (2011-2012)
- Luis Palacios (2016)[6]
- Luis Palacios (2018)
- Eduardo Pereira (2018)[7][8]
- Felipe Lema (2019)
- Alexis David Sánchez (2019)[9]
- Juan Carlos Vargas (2022)

## Palmarés

### Torneos regionales
| Competición regional                               | Títulos                                                                 | Subcampeonatos |
| -------------------------------------------------- | ----------------------------------------------------------------------- | -------------- |
| Asociación Tarijeña de Fútbol - Primera "A" (12/2) | 1931, 1940, 1941, 1942, 1944, 1945, 1946, 1947, 1948, 1949, 1974, 1990. | 2003, 2005     |

## Rivalidades

### Clásico de Antaño
Es el partido de fútbol en el que se enfrentan los dos equipos más antiguos de la ciudad de Tarija: Royal Obrero y 15 de abril. Ambos clubes se han enfrentado en partidos oficiales correspondientes a la Liga Tarijeña.